# Tetranchyroderma littoralis
Tetranchyroderma littoralis is een buikharige uit de familie Thaumastodermatidae. Het dier komt uit het geslacht Tetranchyroderma. Tetranchyroderma littoralis werd in 1981 voor het eerst wetenschappelijk beschreven door Rao. 